# Linka lina
Linka lina är en fjärilsart som beskrevs av Carl Plötz 1883. Linka lina ingår i släktet Linka och familjen tjockhuvuden. Inga underarter finns listade i Catalogue of Life.